# Răzvan Oaidă
Răzvan Constantin Oaidă (Petroșani, 2 marzo 1998) è un calciatore rumeno, centrocampista dell'U Cluj.

## Carriera

### Club
Rumeno di Petroșani, in Transilvania, cresce nelle giovanili dell'Atletico Arad, dove rimane fino al marzo 2014, quando si trasferisce in Inghilterra, al Wolverhampton, restandovi fino all'estate 2016, quando passa al Brescia in Italia, che lo inserisce nella squadra Primavera.

### Nazionale
Inizia a giocare nelle Nazionali giovanili rumene nel 2014, disputando 6 gare con l'Under-17 fino al 2015, tutte nelle qualificazioni all'Europeo di categoria 2015. Nel 2016 disputa un'amichevole con l'Under-18 ed esordisce in Under-19 nelle qualificazioni all'Europeo 2017. Il 13 giugno 2017 debutta in Under-21 nelle qualificazioni all'Europeo 2019, entrando al 76' della sfida giocata in trasferta ad Eschen contro il Liechtenstein e vinta per 2-0.

## Statistiche

### Presenze e reti nei club
Statistiche aggiornate al 15 dicembre 2017.
| Stagione        | Squadra         | Campionato      | Campionato | Campionato | Coppe nazionali | Coppe nazionali | Coppe nazionali | Coppe continentali | Coppe continentali | Coppe continentali | Altre coppe | Altre coppe | Altre coppe | Totale | Totale |
| Stagione        | Squadra         | Comp            | Pres       | Reti       | Comp            | Pres            | Reti            | Comp               | Pres               | Reti               | Comp        | Pres        | Reti        | Pres   | Reti   |
| --------------- | --------------- | --------------- | ---------- | ---------- | --------------- | --------------- | --------------- | ------------------ | ------------------ | ------------------ | ----------- | ----------- | ----------- | ------ | ------ |
| 2017-2018       | Botoșani        | L1              | 21         | 0          | CR              | 4               | 0               | -                  | -                  | -                  | -           | -           | -           | 25     | 0      |
| 2018-2019       | Botoșani        | L1              | 25         | 1          | CR              | 1               | 0               | -                  | -                  | -                  | -           | -           | -           | 26     | 1      |
| Totale Botoșani | Totale Botoșani | Totale Botoșani | 46         | 1          |                 | 5               | 0               |                    | -                  | -                  |             | -           | -           | 51     | 1      |
| 2019-2020       | FCSB            | L1              | 22         | 3          | CR              | 1               | 0               | UEL                | 7                  | 1                  | 0           | -           | -           | 30     | 4      |
| 2020-2021       | FCSB            | L1              | 25         | 0          | CR              | 1               | 0               | UEL                | 0                  | 0                  | SR          | 1           | 0           | 27     | 0      |
| 2021-2022       | FCSB            | L1              | 29         | 2          | CR              | 1               | 1               | UECL               | 1                  | 0                  | -           | -           | -           | 31     | 3      |
| 2022-2023       | FCSB            | L1              | 22         | 0          | CR              | 1               | 0               | UECL               | 11                 | 0                  | -           | -           | -           | 34     | 0      |
| Totale FCSB     | Totale FCSB     | Totale FCSB     | 98         | 5          |                 | 4               | 1               |                    | 19                 | 1                  |             | 1           | 0           | 122    | 7      |
| Totale carriera | Totale carriera | Totale carriera | 144        | 6          |                 | 9               | 1               |                    | 19                 | 1                  |             | 1           | 0           | 173    | 8      |

### Cronologia presenze e reti in nazionale
| Cronologia completa delle presenze e delle reti in nazionale ― Romania under 21 | Cronologia completa delle presenze e delle reti in nazionale ― Romania under 21 | Cronologia completa delle presenze e delle reti in nazionale ― Romania under 21 | Cronologia completa delle presenze e delle reti in nazionale ― Romania under 21 | Cronologia completa delle presenze e delle reti in nazionale ― Romania under 21 | Cronologia completa delle presenze e delle reti in nazionale ― Romania under 21 | Cronologia completa delle presenze e delle reti in nazionale ― Romania under 21 | Cronologia completa delle presenze e delle reti in nazionale ― Romania under 21 |
| Data                                                                            | Città                                                                           | In casa                                                                         | Risultato                                                                       | Ospiti                                                                          | Competizione                                                                    | Reti                                                                            | Note                                                                            |
| ------------------------------------------------------------------------------- | ------------------------------------------------------------------------------- | ------------------------------------------------------------------------------- | ------------------------------------------------------------------------------- | ------------------------------------------------------------------------------- | ------------------------------------------------------------------------------- | ------------------------------------------------------------------------------- | ------------------------------------------------------------------------------- |
| 13-6-2017                                                                       | Eschen                                                                          | Liechtenstein under 21                                                          | 0 – 2                                                                           | Romania under 21                                                                | Qual. Europeo Under-21 2019                                                     | -                                                                               | 76’                                                                             |
| Totale                                                                          |                                                                                 | Presenze                                                                        | 1                                                                               |                                                                                 | Reti                                                                            | 0                                                                               |                                                                                 |

## Palmarès

### Club

#### Competizioni nazionali
- Coppa di Romania: 1

FCSB: 2019-2020